# Nidation
 (juin 2014).
Si vous disposez d'ouvrages ou d'articles de référence ou si vous connaissez des sites web de qualité traitant du thème abordé ici, merci de compléter l'article en donnant les références utiles à sa vérifiabilité et en les liant à la section « Notes et références ».
Ne doit pas être confondu avec nidification.
La nidation consiste pour l'embryon, chez les mammifères placentaires, à s'implanter dans la muqueuse utérine. Cette nidation permettra à l'embryon de développer son placenta en compagnie de la muqueuse utérine de sa mère. Il restera ainsi fixé au corps de cette dernière pendant toute la période de gestation. Chez l'humain, cette nidation débute environ 6 jours après la fécondationet se termine autour des 14 jours post fécondation.

## Orientation de l'embryon (J6)
L'embryon (qui corresponds ici au blastocyste éclos) envoie des signaux précoces tel que PAF (Platelet-Activating Factor), l'histamine, la cytokine LIF ainsi que le facteur de croissance VEGF. Ces différents signaux permettent à l'embryon de présenter son pôle embryonnaire face à l'endomètre. 

## Apposition du blastocyste à l'endomètre (J6)
Cette phase corresponds à une adhésion instable et réversible précédant la phase de fixation qui elle est stable et irréversible. Cette phase est favorisée par 2 phénomènes : D'une part une pinocytose qui corresponds ici à une adsorption de fluide de la cavité utérine, d'autre part un accolement du blastocyste aux cellules endométriales munies ici de pinopodes à leur pôle apical.

## Fixation à l'endomètre
L'embryon, appelé aussi à ce stade blastocyste, s'approche de la muqueuse utérine par son pôle embryonnaire. Les cellules du trophoblaste vont alors proliférer activement et subir plusieurs mitoses afin de se différencier en syncytiotrophoblaste et en cytotrophoblaste. Ces mitoses se déroulent sans cytodiérèses.

## Invasion de l'endomètre
Le syncytiotrophoblaste continue à proliférer : il rentre dans l'endomètre de façon rapide et sécrète des enzymes, qui vont peu à peu détruire le tissu de l'endomètre.
À la fin du 12ème jour, l'œuf a pénétré en entier, et les couches supérieures de la muqueuse utérine vont être bouchées par un bouchon de fibrine. 
Le syncytiotrophoblaste entoure finalement le blastocyste entier.